# UFC 212
UFC 212: Aldo vs. Holloway fue un evento de artes marciales mixtas organizado por Ultimate Fighting Championship que se llevó a cabo el 3 de junio de 2017 en el Jeunesse Arena en Río de Janeiro, Brasil.

## Historia
El evento estelar contará con el combate de unificación del Campeonato de peso pluma de la UFC entre el actual campeón José Aldo y el campeón interino Max Holloway.
El evento coestelar contará con un combate de peso paja femenino entre Cláudia Gadelha y Karolina Kowalkiewicz.
Además el evento contará con la última pelea en la promoción de Vitor Belfort que se enfrentará a Nate Marquardt en su pelea de despedida.
Se esperaba que Kelvin Gastelum se enfrente al excampeón de peso mediano de UFC Anderson Silva en el evento. Sin embargo, el 6 de abril, Gastelum fue retirado de la pelea después de que fuera señalado por una posible violación de dopaje por USADA derivado de su pelea más reciente contra Vitor Belfort. Gastelum dio positivo a Carboxy-Tetrahydrocannabinol (Carboxy-THC), que es un metabolito de marihuana y/o hachís por encima de la tolerancia de 180 ng / mL por la norma de la Agencia Mundial Antidopaje (AMA). La muestra en competición fue recogida en la noche de la pelea de Gastelum el 11 de marzo en Brasil. Ha sido puesto en una suspensión provisional como resultado de la prueba de drogas positiva y se le brindará un proceso de adjudicación completo. A partir del 10 de abril, se confirmó que el excampeón de peso mediano de Strikeforce y UFC Luke Rockhold se ofreció para pelear con Silva. A su vez, Silva descartó la idea un día después, citando que Rockhold está viniendo de una derrota y por eso no tendría sentido. En cambio, Silva proponía enfrentamientos potenciales con Uriah Hall o una revancha con Nick Díaz, semirretirado. El 1 de mayo, Silva dio un ultimátum a la UFC: quiere luchar contra el medallista de plata olímpico de 2000 y excampeón mundial de lucha libre Yoel Romero por el título interino o se retirará. A su vez, a pesar de tener dos meses para asegurar un oponente, Silva y los oficiales de la promoción confirmaron el 11 de mayo que no competiría en el evento.